# Sony Interactive Entertainment
Sony Interactive Entertainment (SIE; Japans: 株式会社ソニー・インタラクティブエンタテインメント) is een multinational computerspelbedrijf dat op verschillende vlakken gespecialiseerd is in de computerspelindustrie, voorheen bekend als Sony Computer Entertainment en Sony Network Entertainment, en is een volledige dochteronderneming en een deel van de Consumer Products & Services Group van Sony Corporation.
Het bedrijf werd op 16 november 1993 opgericht als Sony Computer Entertainment, om Sony in de computerspelindustrie te krijgen. Te beginnen met de succesvolle lancering van de originele PlayStation in 1994, sindsdien ontwikkelt het bedrijf aan de PlayStation-reeks van spelcomputers en accessoires. Het bedrijf werd al snel de belangrijkste bron van Sony voor het onderzoek en ontwikkeling van computerspellen. In april 2016, SCE en Sony Network Entertainment werden geherstructureerd en gereorganiseerd in Sony Interactive Entertainment, de activiteiten en belangrijkste doelstellingen van beide bedrijven werden overgenomen.
Sony Interactive Entertainment verzorgt het onderzoek en ontwikkeling, de productie en verkoop van hardware en software voor de PlayStation-reeks van draagbare en gewone spelcomputers. Het is ook een ontwikkelaar en uitgever van computerspellen en is samengesteld uit een aantal dochterondernemingen met betrekking tot de grootste markten van het bedrijf: Noord-Amerika, Europa en Azië.

## Worldwide Studios
Op 14 september 2005 werd Worldwide Studios gevormd, een intern bedrijf waar alle ontwikkelstudio's van SIE onder vallen. Het is verantwoordelijk voor de creatieve en strategische richting van de ontwikkeling en productie van alle interactieve entertainment software, alle software is exclusief voor de PlayStation spelcomputers. Hermen Hulst werd genoemd als president van Worldwide Studios op 7 november 2019.
| Naam                     | Locatie                  | Oprichting | Overname |
| ------------------------ | ------------------------ | ---------- | -------- |
| Bend Studio              | Bend, Oregon             | 1993       | 2000     |
| ForwardWorks             | Shibuya, Tokio           | 2016       | —        |
| Guerrilla Games          | Amsterdam                | 2000       | 2005     |
| Housemarque              | Helsinki                 | 1995       | 2021     |
| Haven Studios            | Montreal                 | 2021       | 2022     |
| Insomniac Games          | Burbank, Californië      | 1994       | 2019     |
| London Studio            | Londen                   | 1993       | —        |
| Malaysia Studio          | Kuala Lumpur             | 2020       | —        |
| Media Molecule           | Guildford                | 2006       | 2010     |
| Naughty Dog              | Santa Monica, Californië | 1984       | 2001     |
| Nixxes Software          | Utrecht                  | 1999       | 2021     |
| Pixelopus                | Santa Monica, Californië | 2014       | —        |
| Polyphony Digital        | Kōtō, Tokio              | 1998       | —        |
| San Diego Studio         | San Diego, Californië    | 2001       | —        |
| San Mateo Studio         | San Mateo, Californië    | 1998       | —        |
| Santa Monica Studio      | Los Angeles, Californië  | 1999       | —        |
| Sucker Punch Productions | Bellevue, Washington     | 1997       | 2011     |
| Team Asobi               | Minato, Tokio            | 2012       | 2021     |
| XDev                     | Liverpool                | 2000       | —        |

### Opgeheven
| Naam                      | Locatie               | Oprichting | Overname | Opgeheven | Reden        |
| ------------------------- | --------------------- | ---------- | -------- | --------- | ------------ |
| Bigbig Studios            | Leamington Spa        | 2001       | 2007     | 2012      | Gesloten     |
| Camden Studio             | Camden Town           | 1998       | —        | 2002      | Samengevoegd |
| Evolution Studios         | Runcorn               | 1999       | 2007     | 2016      | Gesloten     |
| Guerrilla Cambridge       | Cambridge             | 1997       | —        | 2017      | Gesloten     |
| Incognito Entertainment   | Salt Lake City, Utah  | 1999       | 2002     | 2009      | Gesloten     |
| Japan Studio              | Minato, Tokio         | 1993       | —        | 2021      | Samengevoegd |
| Manchester Studio         | Manchester            | 2015       | —        | 2020      | Gesloten     |
| Studio Liverpool          | Liverpool             | 1984       | 1993     | 2012      | Gesloten     |
| Sony Online Entertainment | San Diego, Californië | 1995       | —        | 2015      | Verkocht     |
| Zipper Interactive        | Redmond, Washington   | 1995       | 2006     | 2012      | Gesloten     |

## Franchises
- .detuned
- Aconcagua
- Afrika
- Alienation
- Alundra
- Ape Escape
- Aqua Vita
- Arc the Lad
- ATV Offroad Fury
- Baby Universe
- Beat Sketcher
- Beats
- Beyond the Beyond
- Beyond: Two Souls
- BigFest
- Blade Dancer
- Blast Factor
- Blasto
- Bloodborne
- Boku no Natsuyasumi
- Bust a Groove
- Buzz!
- C-12: Final Resistance
- Calling All Cars!
- Cardinal Syn
- Carnival Island
- Cash Guns Chaos
- Cart Kings
- Colony Wars
- Cool Boarders
- CounterSpy
- Crash Commando
- Crime Crackers
- DanceStar Party
- Dare to Fly
- Dark Cloud
- Dark Mist
- Datura
- Dead Nation
- Demon's Souls
- Desi Adda
- Destiny of Spirits
- Destruction Derby
- Detroit: Become Human
- Devil Dice
- Diggs Nightcrawler
- DJ: Decks & FX
- Dog's Life
- Doki-Doki Universe
- Downhill Domination
- Drakan
- Dreams
- Driveclub
- Dropship: United Peace Force
- Dual Hearts
- Eat Them!
- Echochrome
- Echoshift
- Ecolibrium
- Eight Days
- Elefunk
- Elemental Gearbolt
- Enkaku Sōsa: Shinjitsu e no 23 Nichikan
- Entwined
- Epidemic
- Escape Plan
- Everybody's Golf
- Everybody's Gone to the Rapture
- Everybody's Tennis
- Extermination
- EyePet
- EyeToy
- FantaVision
- Fat Princess
- Feel Ski
- Fired Up
- Firebugs
- flOw
- Flower
- Folklore
- Freedom Wars
- Frequency
- Frobisher Says!
- G-Police
- Gangs of London
- Genji
- Ghosthunter
- Global Force: Shin Sentou Kokka
- God of War
- Gran Turismo
- Gravity Rush
- Grind Session
- Guns Up!
- Hardware
- Heavenly Sword
- Heavy Rain
- Helldivers
- Hermie Hopperhead: Scrap Panic
- High Velocity Bowling
- Hohokum
- Horizon Zero Dawn
- Hustle Kings
- Ico
- Imaginstruments
- Infamous
- Intelligent Qube
- Invizimals
- Jak and Daxter
- Jeanne d'Arc
- Jet Moto
- Jet X2O
- Jinx
- Journey
- Jumping Flash!
- Jungle Party
- Key of Heaven
- Kill Strain
- Killzone
- Kinetica
- Kingsley's Adventure
- Kite Fight
- Kileak: The DNA Imperative
- Knack
- Kula World
- Kung Fu Rider
- Lair
- Legend of Legaia
- Lemmings
- Lifeforce Tenka
- Lifeline
- Linger in Shadows
- LittleBigPlanet
- Little Deviants
- LocoRoco
- Mad Maestro!
- MAG
- Medieval Moves
- MediEvil
- Mesmerize
- MLB: The Show
- ModNation Racers
- Motor Toon Grand Prix
- MotorStorm
- Move Fitness
- Mr Moskeeto
- Murasaki Baby
- My Street
- No Heroes Allowed
- Nucleus
- Numblast
- Okage: Shadow King
- Omega Boost
- Open Me!
- Operation Creature Feature
- Ore no Ryouri
- Ore no Shikabane wo Koete Yuke
- Overboard!
- Pain
- Paint Park
- PaRappa the Rapper
- Patapon
- Patchwork Heroes
- Pet in TV
- PixelJunk
- Piyotama
- Philosoma
- PlayStation All-Stars
- PlayStation Home
- PlayStation Move Heroes
- PlayStation Vita Pets
- Primal
- Project: Horned Owl
- PulzAR
- Puppeteer
- Pursuit Force
- Q*bert
- Rain
- Rally Cross
- Rapid Racer
- Rapid Reload
- Ratchet & Clank
- Reality Fighters
- Resistance
- Resogun
- Retro Force
- Rime
- Rise of the Kasai
- Rise to Honor
- Rogue Galaxy
- Rule of Rose
- Sagashi ni Ikouyo
- Savage Moon
- Shadow of the Colossus
- Shadow of the Beast
- SingStar
- Siren
- Sky Diving
- Skyblazer
- SkyGunner
- Sly Cooper
- Smart As...
- Smart Ball
- Snakeball
- SOCOM
- Sorcery
- Soul Sacrifice
- Sound Shapes
- Speed Freaks
- Sports Champions
- Starhawk
- Start the Party!
- Steel Reign
- Super Rub 'a' Dub
- Super Stardust
- Syphon Filter
- t@g
- Table Ice Hockey
- Table Top Tanks
- Talkman
- Tanarus
- Team Buddies
- Tearaway
- The Con
- The Eye of Judgment
- The Fight
- The Getaway
- The Hungry Horde
- The Last Guardian
- The Last Guy
- The Last of Us
- The Legend of Dragoon
- The Mark of Kri
- The Order: 1886
- The Playroom
- The Shoot
- The Tomorrow Children
- The Trials of Topoq
- The Unfinished Swan
- This Is Football
- Tombi!
- Tokyo Jungle
- Top Darts
- Tori Emaki
- Toro Inoue
- Tourist Trophy
- Toy Home
- Trash Panic
- Tsugunai
- Tumble
- TV Superstars
- Twisted Metal
- UmJammer Lammy
- Uncharted
- Unit 13
- Until Dawn
- Untold Legends
- Vib-Ribbon
- War of the Monsters
- Warhawk
- When Vikings Attack!
- White Knight Chronicles
- What Did I Do to Deserve This, My Lord?
- Wild
- Wild Arms
- Wipeout
- Wonderbook
- Xtreme
- Yoake no Mariko